# Црно море
Црно море је водена маса и ивично море Атлантског океана између источне Европе, Кавказа и западне Азије. Снабдевају га бројне велике реке, као што су Дунав, Дњепар, Јужни Буг, Дњестар, Дон и Риони. Око трећина воде Европе дотиче у Црно море, обухватајући Аустрију, Белорусију, Босну и Херцеговину, Бугарску, Чешку, Хрватску, Грузију, Немачку, Мађарску, Молдавију, Пољску, Румунију, Русију, Србију, Словачку, Словенију, Турску и Украјину.
Црно море обухвата површину од 436.400 km² (без Азовског мора), има максималну добину 2.212 m, и запремину од 547.000 km³. Ограничено је Понтијским планинама на југу, Кавкаским планинама на истоку, Кримским планинама на северу, Странџи на југозападу и висоравни Добруџе на северозападу. Најдужи источно-западни опсег је око 1.175 km.
Важни градови дуж обале су Батуми, Бургас, Констанца, Гиресун, Истанбул, Керч, Новоросијск, Одеса, Орду, Поти, Ризе, Самсун, Севастопољ, Сочи, Сухуми, Трапезунт, Варна, Јалта и Зонгулдак.
Црно море има позитиван баланс воде; то јест, има нето оток воде од 300 km³ годишње кроз Босфор и Дарданеле у Егејско море. Медитеранска вода тече у Црно море као део двосмерне хидролошке размене. Излив Црног мора је хладнији и са мање соли који плута преко топлог, сланијег медитеранског излива — као резултат разлика у густини узрокованих разликама у салинитету — што доводи до значајног аноксичног слоја испод површинских вода. Црно море се улива у Средоземно море, преко Егејског мора и разних мореуза, што касније води у Атлантски океан. Мореуз Босфор повезује Црно море са Мраморним морем, а мореуз Дарданели повезује то море са регионом Егејског мора на Медитерану. Ове воде одвајају Источну Европу, Кавказ и западну Азију. Црно море је такође повезано са Азовским морем преко Керчког пролаза.
Ниво воде је током дужег временског периода значајно варирао. Тренутно је ниво Црног мора релативно висок, па се вода размењује са Медитераном. Турски мореузи повезују Црно море са Егејским морем, а обухватају мореуз Босфор, Мраморно море и Дарданеле.

## Обим
Међународна хидрографска организација дефинише границе Црног мора на следећи начин:
- На југозападу. Североисточна граница Мраморног мора.
- У Керчком пролазу.

## Име

### Етимологија
Назив Μαύρη Θάλασσα, односно Црно море, јавља се најраније у 13. веку. Према Страбону, Црно море се у античко доба називало једноставно море (понтос). У грчко-римској традицији море је називано Еуxеинос Понтос (грч. Εύξεινος Πόντος), или у преводу Гостољубиво море. Овај назив је заменио ранији Пиндаров назив Понтос Ахеинос (грч. Πόντος Аξεινος), или у преводу Негостољубиво море, прозвано тако због тешке навигације и негостољубивих дивљих племена на обалама. Промена назива дошла је са настанком колонија Милећана, чиме је море постало део Грчке цивилизације.
Друга могућност коју поједини историчари наводе је да назив Аxеинос потиче од иранске речи аxаина или у преводу „тамно”.
Такође је могуће и да порекло назива „црно” потиче од означавања страна света бојама у античко доба, при чему је црна означавала север, а црвена југ. Херодот једном приликом наизменично користи називе Црвено море и Јужно море.

### Модерна имена
Модерни називи за Црно море су редом превод од „Маври таласа” (грч. Μαύρη Θάλασσα) или „Црно море”
- абхаски језик: ;
- адигејски језик: ;
- бугарски језик: ;
- кримскотатарски језик: ;
- грузински језик: ;
- чански и минегрелски језици: უჩა ზუღა или једноставније ზუღა;
- румунски језик: ;
- руски језик: ;
- турски језик: ;
- украјински језик: Чорне море.

У модерном грчком се за Црно море у говорном језику користи име „Маври таласа”, међутим у историјском контексту је у употреби име из класичне старине „Еуxеинос понтос”.

## Геологија
Црно море је највећи аноксични морски систем. Ово је резултат велике дубине и релативно малог салинитета (као и густине воде на већим дубинама. Слатка вода и морска вода мешају се само у горњих 100 до 150 метара, док се вода испод те границе (назване пиноклина) меша тек једном у хиљаду година. Због тога не долази до значајније размене гасова са површином, па органска материја у процесу труљења троши сав кисеоник. У овим условима, екстремофилни микроорганизми користе сулфат за оксидацију органске материје, при чему производе водоников сулфид и угљен-диоксид. Ова мешавина је изразито токсична (дуже излагање може бити смртоносно за људе), па се цели живот у мору налази у слоју од око 180 m испод површине. Недостатак микроорганизама и кисеоника погодовао је очувању хиљадама година старих људских артефаката као што су корита бродова и остаци насеља.
Велике количине органске материје падају на дно мора па се таложе у седиментима са концентрацијом и до 20%. Ова врста седимената назива се сапропел.
Постоји консензус међу научницима око теорије да је Црно море пре последњег леденог доба било слатководно језеро (барем у горњим слојевима), и да је током леденог доба било знатно плиће. Али, развој Црног мора из језера у море је још увек предмет многих научних расправа.
Постоје разни сценарији плављења Црног мора и преображаја из језера у море. Вилијам Рајан и Валтер Питмен предложили су катастрофични модел, а неки други научници претпостављају постепенији преображај.
Модели се разликују по различитим теоријама око нивоа воде у слатководном језеру у тренутку када је Средоземно море досегло висину при којој се могло прелити преко Дарданела и Босфора.
Са друге стране, истраживање морског дна Егејског мора показује да је у 8. веку п. н. е. постојао јак прилив слатке воде из смера Црног мора.

## Хидрологија
Црно море је маргинално море и највеће водено тело на свету са меромиктичним сливом. Дубинске воде се не мешају са горњим слојевима воде који примају кисеоник из атмосфере. Консеквентно, преко 90% дубинске водене масе Црног мора је аноксична вода. Обрасци црноморске циркулације су првенствено контролисани топографијом слива и флувијалним приливима, што доводи до снажно стратификоване вертикалне структуре. Услед ове екстремне стратификације, оно се класификује као слано клинасти естуар.
Црно море размењује воду једино са Медитеранским морем, тако да се сав прилив и одлив јавља у Босфору и Дарданелима. Прилив из Медитерана има виши салинитет и густину од одлива, чиме се ствара класична естуарна циркулација. То значи да се улив густе воде из Медитерана јавља на дну док се одлив мање слане црноморске површинске воде у Мраморно море јавља у близини површине. Површинска вода је продукат речних прилива, и то чини Црно море позитивним морем. Нето прилив неслане воде ствара изливну запремину која је два пута већа од улива. Евапорација и преципитација су приближно једнаке са око 300 km3/a (72 cu mi/a).
Услед ускости и плиткоће Босфора и Дарданела (њихове респективне дубине су само 33 и 70 m), брзине уливних и одливних струја су високе и долази до знатног вертикалног смицања. Тиме се омогућава турбулентно мешање два слоја. Површинска вода напушта Црно море са салинитетом од 17  и досеже Медитеран са салинитетом од 34 psu. Слично томе улив из Медитерана се мења од почетних 38,5 psu до салинитета од око 34 psu.
Просечна површинска циркулација је циклонска и вода циркулише око периметра Црног мора у виду сливног круга познатог као ободна струја. Она има максималну брзину од око 50–100 cm/s. Унутар ове струје постоје две мање циклонске струје, које заузимају источни и западни сектор слива. Оне су добро формирани системи током зиме, а у лето и јесен се расипају у серију међусобно повезаних вртлога. Мезоскално деловање периферног протока постаје израженије током тих топлијих сезона и зависно је од међугодишње варијабилности.
Осим ободне струје постоје бројни квази-перманентни обалски вртлози, који се формирају услед подизања воде око обалских преграда и механизама „ветровитог склупчавања”. Јачина тих појава током дате године је контролисана сезонским атмосферским и речним варијацијама. Током пролећа се формира Батумски вртлог у југоисточном углу мора.
Испод површинских вода — од око 50–100 метара — постоји халоклин који се зауставља на хладном интермедијарном слоју (енгл. Cold Intermediate Layer - CIL). Овај слој се састоји од хладних, сланих површинских вода, које су резултат локализованог атмосферског хлађења и смањеног речног прилива током зимских месеци. То је остатак мешовитог зимског површинског слоја. Дно халоклинског слоја је обележено главним пикноклином на око 100—200 m (330—660 ft) и тај диспаритет густине је главни механизам изолације дубоке воде.
Испод пикноклина је дубинска водена маса, где салинитет достиже 22,3 psu, а температуре су око 8,9 °C. Хидрохемијско окружење се мења из оксигенисаног у аноксично, пошто бактеријска декомпозиција потонуле биомасе користи сав слободан кисеоник. Слабо геотермално загревање и дуго време задржавања стварају веома дебео конвективни доњи слој.

## Хидрохемија
Услед присуства бескисеоничне дубинске воде органска материја, укључујући антропогене артефакте као што су трупови бродова, остају добро презервирани. Током периода високе површинске продуктивности, краткотрајно алгално цветање формира органски богате слојеве познате као сапропели. Научници су известили о годишњем фитопланктонском цветању које се може видети на многим НАСА снимцима региона. Услед тих карактеристика Црно море је привукло пажњу научника у пољу поморска археологије, пошто су откривени трупови древних бродова у изузетно добром стању презервације, као што је византијска олупина Синоп Д, лоцирана у аноксичном слоју уз обалу Синопа у Турској.
Моделовање показује да би ослобађање облака водоник сулфида у случају астероидног удара у Црно море представљало опасност за здравље — или чак живот — људи који живе на обалама овог мора.
Постоје изоловани извештаји од бакљама на Црном мору које се јављају током олуја са грмљавином, што је вероватно узроковано паљењем муњама запаљивог гаса који избија из морских дубина.